# Округ Хајланд (Охајо)
Округ Хајланд (енгл. Highland County) је округ у америчкој савезној држави Охајо.

## Демографија
По попису из 2010. године број становника је 43.589, што је 2.714 (6,6%) становника више него 2000. године.
| Група             | 2000.          | 2010.          |
| Белци             | 39.472 (96,6%) | 41.852 (96,0%) |
| Афроамериканци    | 612 (1,5%)     | 604 (1,4%)     |
| Азијати           | 129 (0,3%)     | 102 (0,2%)     |
| Хиспаноамериканци | 216 (0,5%)     | 319 (0,7%)     |
| Укупно            | 40.875         | 43.589         |